# Terry A. Davis
Terrence Andrew Davis (West Allis, 15 de dezembro de 1969 – The Dalles, 11 de agosto de 2018), simplesmente conhecido como Terry A. Davis, foi um programador americano que criou e desenvolveu um sistema operacional inteiro, o TempleOS, por conta própria, façanha que um engenheiro de computadores comparou a um "arranha-céu construído por um homem só". Davis também postou horas de vlogs em mídias sociais, e à época de sua morte amealhou um pequeno séquito online. Ele se autoproclamava "o programador mais inteligente que já viveu".
Em sua adolescência, Davis aprendeu linguagem de montagem num Commodore 64. Obteve um mestrado em engenharia elétrica pela Universidade do Estado do Arizona e trabalhou por vários anos na Ticketmaster como um programador de máquinas VAX. A partir de 1996 começou a experienciar surtos psicóticos regularmente, o que o levou a ser internado inúmeras vezes em hospitais psiquiátricos. Inicialmente diagnosticado com transtorno bipolar, foi posteriormente declarado esquizofrênico e permaneceu desempregado pelo resto de sua vida.
Davis foi criado católico antes de converter-se ao ateísmo. Após passar por uma revelação, alegou estar em comunicação direta com Deus e que Deus lhe mandara construir um sucessor do Segundo Templo. Davis então passou os próximos 12 anos de sua vida desenvolvendo um sistema operacional modelado tendo em vista as interfaces embasadas no DOS de sua juventude, inicialmente chamando-o de "J Operating System" e mais tarde de "LoseThos". Em 2013, Davis anunciou que concluíra o projeto, agora chamado de "TempleOS"; seguindo seu lançamento, recebeu críticas majoritariamente positivas.
Na Internet, frequentemente se comunicava por intermédio de blocos de texto gerados aleatoriamente e declarações fora de contexto sobre Deus, o que o levou a ser banido de vários fóruns. Também era controverso por seu frequente uso de expressões racistas e homofóbicas. Durante seus últimos dias, estava vivendo em situação de rua e passou por períodos de encarceramento. Em 2018, enquanto caminhava por trilhos ferroviários, foi atropelado por um trem, morrendo aos 48 anos de idade. Desconhece-se se sua morte foi acidental ou um suicídio.

## Infância, carreira e doença

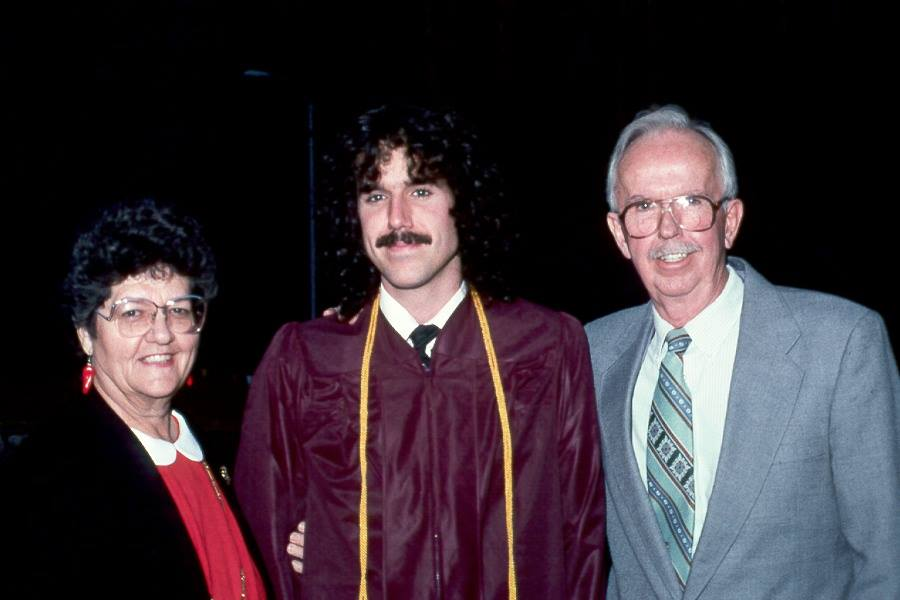
Davis com seus pais em meados de 1994

Terrence Andrew Davis nasceu em West Allis, Wisconsin, mais tarde se mudando para Washington, Michigan, Califórnia e Arizona. O sétimo de oito irmãos, seu pai era um engenheiro industrial. Quando criança, Davis ganhou um Apple II e veio a aprender linguagem de montagem num Commodore 64. Obteve um mestrado em engenharia elétrica pela Universidade do Estado do Arizona em 1994 e trabalhou por vários anos na Ticketmaster programando máquinas VAX. Comentando sobre sua formação, escreveu em 2011: "Todos sabem que a engenharia elétrica é mais alta que a ciência da computação no escalão das engenharias porque precisa de matemática de verdade ;-) Eu sou um cientista de foguetes, mas não sou muito bom nisso".

A partir de março de 1996 Davis começou a ter surtos psicóticos e delírios sobre extraterrestres e agentes do governo, e foi hospitalizado por problemas mentais durante um tempo. De acordo com Davis, ele atribuía uma qualidade profunda ao verso da canção do Rage Against the Machine "some of those who work forces are the same that burn crosses" ("alguns dos que trabalham forças/ou/alguns dos que estão no poder são os mesmos que queimam cruzes") e recordou-se: "Comecei a ver uns caras de terno me seguindo, e coisas assim. Era muito esquisito". Certa vez ele dirigiu milhares de quilômetros, rumando a sul, sem um destino exato, convencido de que o rádio de seu carro falava com ele; abandonando seu veículo num deserto do Texas, lá foi encontrado por um policial e levado a um hospital. Foi inicialmente diagnosticado com transtorno bipolar, sendo mais tarde declarado esquizofrênico, e permaneceu desempregado pelo resto de sua vida. Em julho, voltou ao Arizona e começou a formular planos para um novo negócio. Recordou-se de ter impressão 3D em mente como uma prossecução óbvia e desenhou uma máquina de fresa de três eixos. Um incidente envolvendo uma ferramenta Dremel quase ateou fogo a seu apartamento, o que o fez desistir da ideia. Dali em diante, passou a viver com seus pais em Las Vegas e recebia uma pensão por invalidez do governo.
Até 2003, Davis era mandado a uma ala psiquiátrica a cada seis meses por surtos psicóticos recorrentes. Em 2014, ele afirmou que "era verdadeiramente bem louco, de certo modo. Agora eu não sou. Sou louco de um jeito diferente, talvez". Criado católico, Davis era ateu antes de passar pelos eventos supracitados, vindo posteriormente a dizer que seus delírios o levaram a uma "revelação". Num e-mail a um jornalista da Vice, ele descreveu a experiência como "parecendo-se muito uma doença mental... Me senti culpado por seu um ateu tão pró-tecnologia... Pareceria educado se você dissesse que eu me assustava pensando em computadores quânticos. E então eu acho que é só acrescentar uma doença mental comum". A esquizofrenia afetava-lhe as habilidades de comunicação, e seus comentários na Internet eram quase sempre ininteligíveis, mas alegadamente estava "sempre lúcido" ao conversar com fãs se o assunto era computadores. A Vice notou que, em 2012, Davis tivera uma "conversa produtiva com os contribuidores do MetaFilter, onde seu trabalho foi introduzido como 'um sistema operacional desenvolvido por um programador esquizofrênico'".

## TempleOS

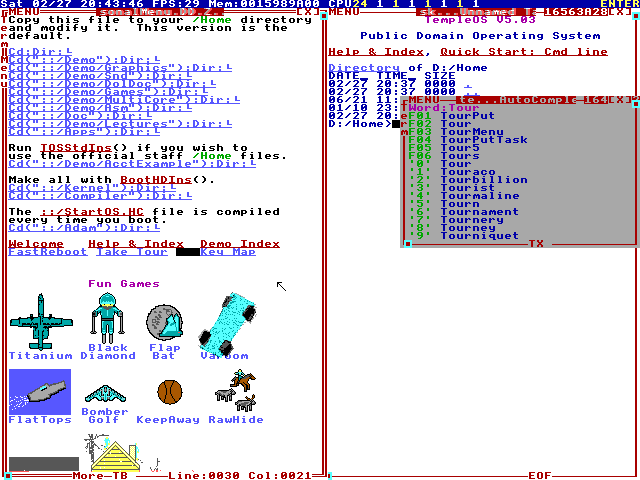
Captura de tela da interface do TempleOS

O TempleOS (conhecido como "J Operating System" de 2004 a 2005 e "LoseThos" de 2006 a 2012) é um sistema operacional semelhante ao Commodore 64, ao DESQview e a outras interfaces primitivas embasadas no DOS. O sistema foi concebido por Davis no início dos anos 2000 e desenvolvido num espaço de 12 anos; isto incluiu a criação de uma linguagem de programação própria, um editor de códigos-fonte, um compilador e um núcleo. É composto por mais de 100.000 linhas de código.
Em 2005, Davis afirmou que sua ambição para o J Operating System era "recriar o ambiente dinâmico que existia no ápice do Commodore 64, quando todos criavam softwares esquisitos". Ele visualizou o sistema como um Commodore 64 com velocidade de processamento "mil vezes mais rápida". Três anos depois, ele escreveu que a função primária do LoseThos era "criar videogames. Não possui uma rede ou suporte à Internet. Até onde eu sei, isso seria como reinventar a roda".
Davis proclamou estar em comunicação direta com Deus, e que Deus lhe ordenara que construísse o Terceiro Templo na forma de um sistema operacional; portanto, referências a tropos bíblicos são onipresentes no OS. Um dos programas embutidos, "After Egypt", é um jogo no qual o jogador segue buscando uma sarça ardente com o intuito de utilizar um "cronômetro de alta velocidade". O cronômetro deve ser interpretado como um oráculo que gera texto pseudo-randômico, algo que Davis julgava ser mensagens codificadas de Deus e cujo processo foi por ele comparado ao de um tabuleiro ouija ou glossolalia. Segue um exemplo do texto gerado:
among consigned penally result perverseness checked stated held sensation reasonings skies adversity Dakota lip Suffer approached enact displacing feast Canst pearl doing alms comprehendeth nought
De acordo com Davis, muitas das características do sistema, como sua resolução 640x480 e display de 16 cores, também foram instruções diretas de Deus. Em seu site oficial alegou que o TempleOS era "o templo oficial de Deus. Tal qual o Templo de Salomão, este é um ponto comunitário focal onde se fazem oferendas e se consulta o oráculo de Deus". Ele utilizou o oráculo para perguntar a Deus sobre guerras ("serviçais competindo"), morte ("horrível"), dinossauros ("os pés dos brontossauros doem se se pisa neles"), seu videogame favorito (Donkey Kong), carro favorito (BMW), hino nacional favorito (o da Letônia), banda favorita (os Beatles) e qual seria o 11º mandamento ("não poluirás").
Em 2012, Davis alegou que o LoseThos foi baixado mais de 10.000 vezes desde 2009, e que "não havia evidências de que alguém o havia instalado. Estou numa prisão da CIA". Mais tarde naquele ano, ele rebatizou o LoseThos de "SparrowOS", e no início de 2013, mudou novamente o nome para "TempleOS". Algumas semanas depois, seu site anunciou: "O templo de Deus foi concluído. Agora, Deus mata a CIA até se espalhar".

## Reconhecimento e séquito
O que as pessoas vão ler é: "É sobre um esquizofrênico patético que criou um sistema operacional de merda". Minha perspectiva é: "Deus me disse que construí Seu templo".

—Terry A. Davis comentando sobre um artigo sobre sua vida, de um e-mail a um jornalista da Vice
Davis era controverso por frequentemente valer-se de expressões racistas e homofóbicas, às vezes referindo-se a seus críticos como "pretos da CIA". Na Internet, comunicava-se por intermédio de blocos de texto gerados aleatoriamente e declarações fora de contexto sobre Deus, o que o levou a ser banido de sites como o Something Awful, o Reddit e o Hacker News. Entrementes, a recepção dos críticos ao TempleOS foi majoritariamente positiva, como escreve o jornalista David Cassel: "Sites de programação tentaram encontrar a paciência e a compreensão necessárias para acomodar-se a Davis". O TechRepublic e o OSNews publicaram análises favoráveis ao trabalho de Davis, apesar dele ter sido banido deste último por comentários hostis dirigidos a seus leitores e funcionários.
Após o lançamento do TempleOS, Davis passava a maioria de seu tempo "codificando, surfando pela Internet, ou usando os resultados da baliza randômica do National Institute of Standards and Technology para falar com Deus". Ele postava horas de vlogs em mídias sociais, autoproclamando-se "o programador mais inteligente que já viveu" ao mostrar suas criações, vindo a atrair um pequeno séquito online. Um fã o descreveu como uma "lenda da programação", e outro, um engenheiro de computadores, comparou o desenvolvimento do TempleOS a um "arranha-céu construído por um homem só". O engenheiro conversara longamente com Davis e acreditava que, se não fosse por seu distúrbio mental, ele poderia ter sido um "Steve Jobs" ou um "Steve Wozniak". Davis ficou desapontado por poucos de seus fãs usarem seu SO para realmente falar com Deus. Em 2017, o TempleOS foi mostrado numa exibição sobre arte bruta em Bourogne, França.

## Morte

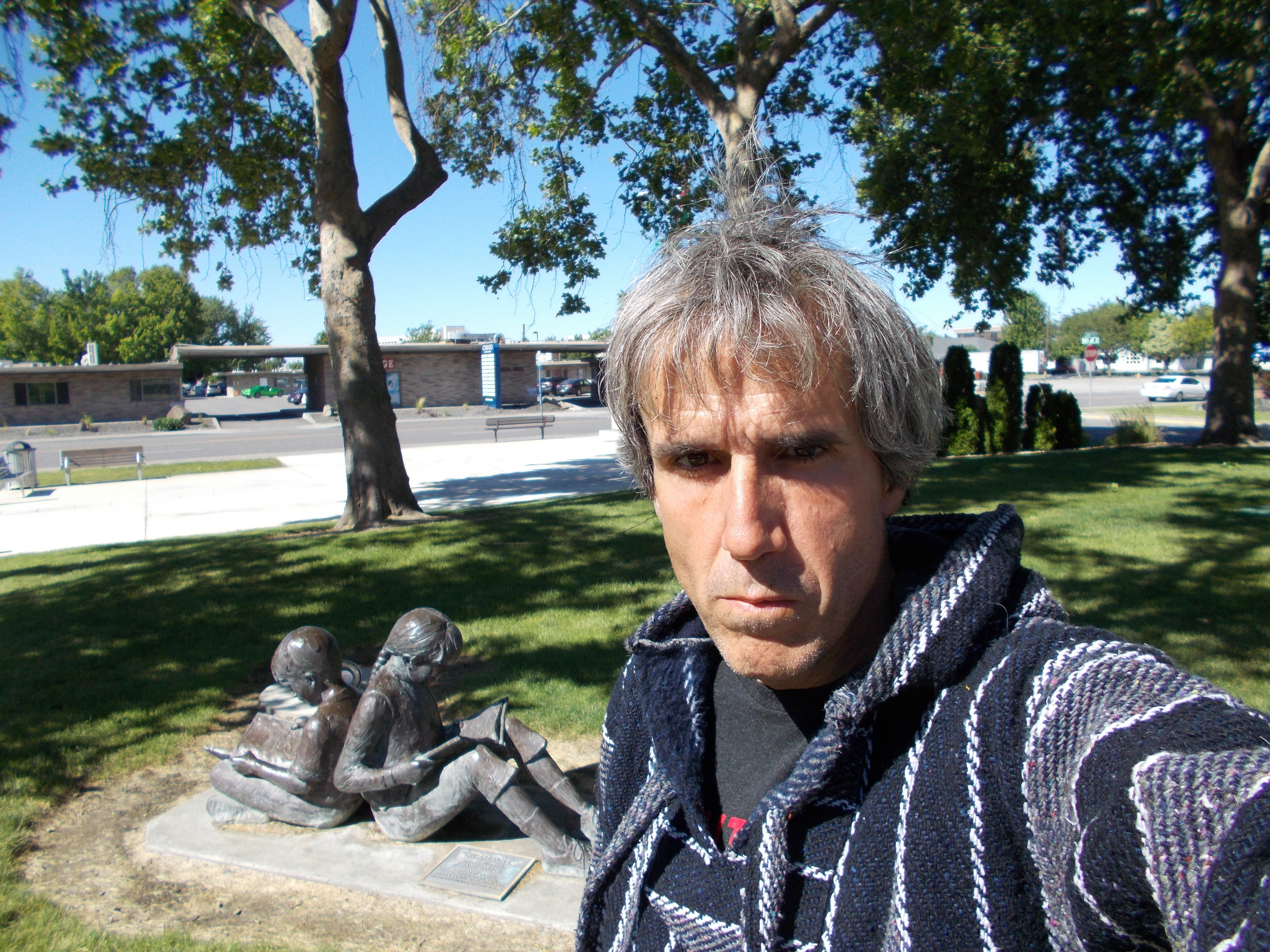
Davis em junho de 2018, dois meses antes de sua morte.

Durante seus últimos anos de vida, Davis estava morando na rua e passou por períodos de encarceramento. Ele parara de tomar seus remédios por acreditar que limitavam sua criatividade. Alguns fãs o ajudavam com suprimentos, mas ele rejeitava suas ofertas de abrigo. Depois de morar por um tempo com sua irmã no Arizona, Davis viajou à Califórnia, e em abril de 2018 se estabeleceu em Portland, Óregon. A polícia local fora informada de que Davis poderia ser uma ameaça, já que ele havia anteriormente demonstrado o desejo de matar se Deus lhe pedisse. Em junho, a polícia de Portland informou aos oficiais da cidade vizinha de The Dalles que haviam recebido notícia que Davis poderia estar lá. Davis não foi encontrado e a polícia não recebeu reclamações sobre ele.
Na tarde de 11 de agosto de 2018, enquanto andava sobre trilhos ferroviários em The Dalles, foi atropelado por um trem da Union Pacific; investigadores não puderam apurar se sua morte foi um acidente ou um suicídio. O relatório da polícia dizia que Davis andava de costas para o trem e que havia se virado pouco antes do momento do impacto. Em seu último vídeo, gravado e postado no YouTube horas antes de sua morte, explicou que havia recentemente deletado a maioria de seus vídeos por não querer que "poluíssem" a Internet, e que havia recentemente aprendido a se "purificar". No fim do vídeo, ele exclama: "É bom ser rei. Não, espere. Talvez eu seja apenas uma pessoinha esquisita que fica andando para lá e para cá. Que seja".
À medida que relatos de sua morte foram surgindo, Davis foi memorializado por fãs em vários tributos postados em redes sociais. Por intermédio do site do TempleOS, sua família e amigos pediram às pessoas para que doassem dinheiro a "organizações que trabalham para aliviar a dor e o sofrimento causados por transtornos mentais". O editor do OSNews Thom Holwerda escreveu num obituário para Davis que ele "era claramente um programador talentoso – escrever um sistema operacional inteiro sozinho é um grande feito – e foi muito triste vê-lo afetado por sua doença mental". Em dezembro de 2018, a página principal do Linux.org (uma comunidade para usuários do Linux) foi hackeada para incluir uma referência ao falecimento de Davis.